# Wilhelm Siegert

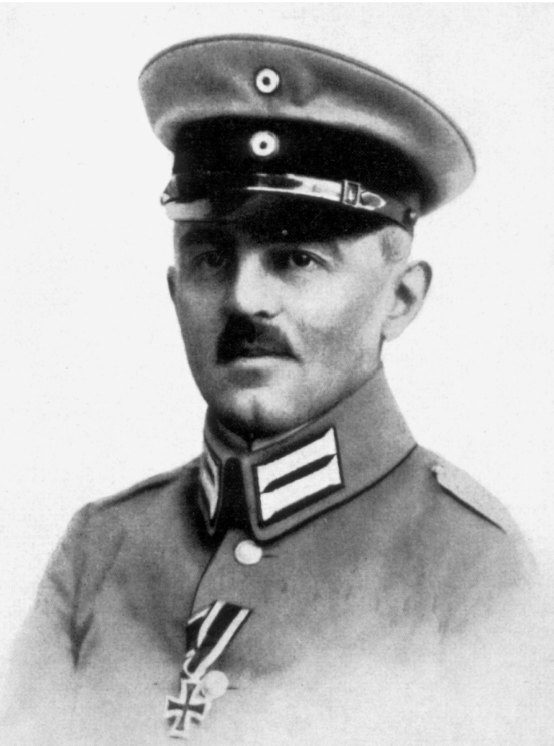
Wilhelm Siegert in Uniform

Wilhelm Siegert (* 13. Januar 1872 in Erfurt; † 26. Januar 1929 in Berlin) war ein deutscher Stabsoffizier und Inspekteur der Fliegertruppen im Ersten Weltkrieg.

## Leben

### Herkunft und Familie
Er war mit Anna Marie, geb. Uhrlaub (* 1893; gestorben 2. Oktober 1959) verheiratet.

### Karriere
Siegert war Angehöriger der preußischen Armee und wurde bis 1896 zum Sekondeleutnant im Danziger Infanterie-Regiment Nr. 128 befördert. Im selben Jahre wurde er zum Lehr-Infanterie-Bataillon in Potsdam abkommandiert. 1907 kam er das erste Mal eher zufällig durch einige Fahrten mit einem Freiballon mit dem Luftwesen in Kontakt. Am 17. September 1909 wurde er zum Hauptmann und Kompaniechef der 6. Kompanie im Regiment ernannt. Er absolvierte im Jahre 1910 eine Pilotenausbildung an der Flugschule des Konstrukteurs Hans Grade und flog nachfolgend als Zivilist in seiner Freizeit. Am 11. Oktober 1912 bestand er auf einem L.V.G.-Zweidecker die Flugzeugführerprüfung bei Berlin-Johannisthal und ließ sich zur Fliegertruppe abkommandieren.
Er wurde, nun im Rang eines Majors, mit der Aufgabe beauftragt. der Fliegertruppe eine ordentliche Struktur zu geben und neue potenzielle Standorte für Flugplätze ausfindig zu machen. Er konnte die Fliegerkräfte zu einem ordentlichen Heeresteil einrichten lassen. Im selben Jahre wurde er auch zum Kommandant der Fliegerstationen Metz, Straßburg, Köln und Darmstadt ernannt. Er hatte 1913 die ersten Nachtflugübungen für seine Besatzungen durchführen lassen. Am 13. Februar 1913 konnte er mit dem Leutnant Weyer von einer Reise der Fliegerstation Metz zur Fliegerstation Straßburg durch dichten Nebel eine Rekordhöhe von 2587 Meter erreichen und schließlich bei Binsfeld notlanden, was beide unverletzt überlebten.

### Erster Weltkrieg

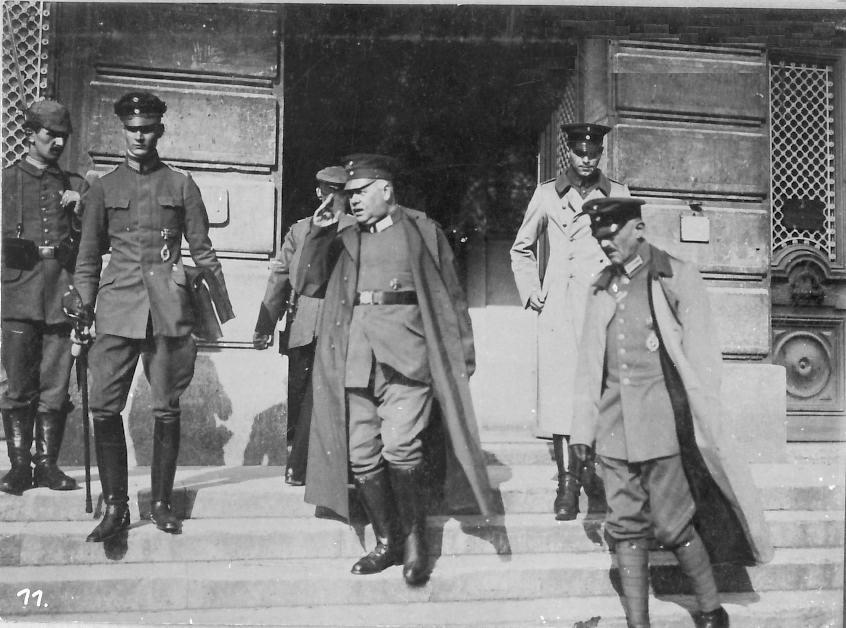
Oberleutnant Fritz von Falkenhayn (links), Oberstleutnant Hermann von der Lieth-Thomsen (Mitte) und Major Wilhelm Siegert (rechts)

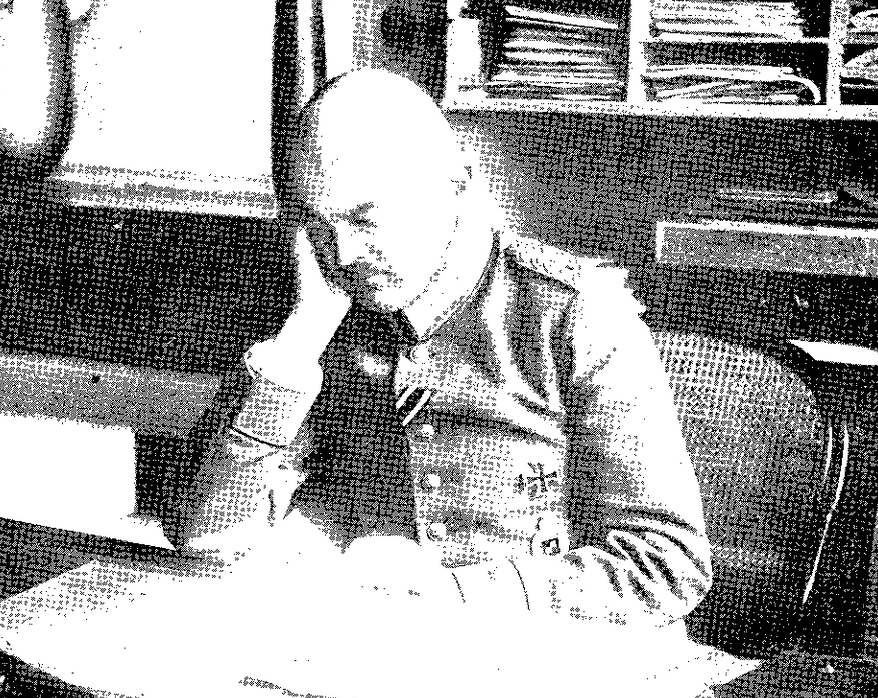
Am Schreibtisch

Einige Monate vor Ausbruch des Ersten Weltkrieges, am 17. April 1914, wurde er zum Kommandeur des Flieger-Bataillons Nr. 4 ernannt.
Er stellte am 27. November 1914 den ersten deutschen Bomberverband, die „Brieftauben-Abteilung Ostende“ auf und trat noch während der Mitte November 1914 endenden Ersten Flandernschlacht mit dem Plan an die OHL heran, vom zu besetzenden Nordfrankreich aus Angriffe auf England zu fliegen. Der ursprünglich vorgesehene Stützpunkt Calais hatte jedoch in dieser Schlacht nicht vom Heer erobert werden können, sodass seine Einheit, die in Wirklichkeit „Fliegerkorps der Obersten Heeresleitung“ hieß und über 36 Flugzeuge verfügte, aufgrund der beschränkten Reichweite der eingesetzten B-Typ-Flugzeuge schließlich für Missionen im Hinterland der flandrischen Front, unter anderem gegen die Häfen Calais, Dünkirchen und Nieuwpoort, eingesetzt wurde.
Im März 1915 wurde Siegert als Sachverständiger Leiter in die Oberste Heeresleitung (OHL) berufen, der die vormals abgelehnten Vorschläge des IdFlieg aufgriff. Auf seine Anregung wurde schließlich am 11. März 1915 durch Allerhöchste Kabinettsorder schließlich ein „Chef des Feldflugwesens“ geschaffen, der mit Major Hermann von der Lieth-Thomsen besetzt wurde. Siegert wurde ihm als Chef des Stabes zugeteilt, sein Nachfolger als Kommandeur der BAO wurde erst Hauptmann Gustav Kastner-Kirdorf, im April 1915 dann Job Heinrich von Dewall. Siegert kümmerte sich als Stabschef von Oberstleutnant von der Lieth-Thomsen um die effiziente Ausbildung des Personals und die technische Verbesserung – insbesondere stärkere Bewaffnung – der deutschen Maschinen.
1916 wurde er zum Inspekteur der Fliegertruppen der Luftstreitkräfte ernannt und löste somit den vorherigen Major Richard Roethe ab. In dieser Position machte er sich auch im Ausland einen Namen und wurde von dem Luftpionier Gustav Lachmann wie folgt beschrieben:

„Der preußische Offizier ist berühmt durch seine traditionellen Tugenden. Im Auslande hatte man oft ein Zerrbild von ihm gemacht. Es wurde ihm nachgesagt, er sei zu konservativ eingestellt, zu verwurzelt im Althergebrachten - es fehle ihm die biegsame Anpassung an neue Bedingungen und die schnelle Erfassung neuer technischer Möglichkeiten. […] Auf Siegert traf es gewiß nicht zu, denn seine Originalität und Weitsichtigkeit waren sprichwörtlich. Ihm fehlen zweifellos nicht, was man gemeinhin mit "Vision" bezeichnet.“

### Nachkriegszeit

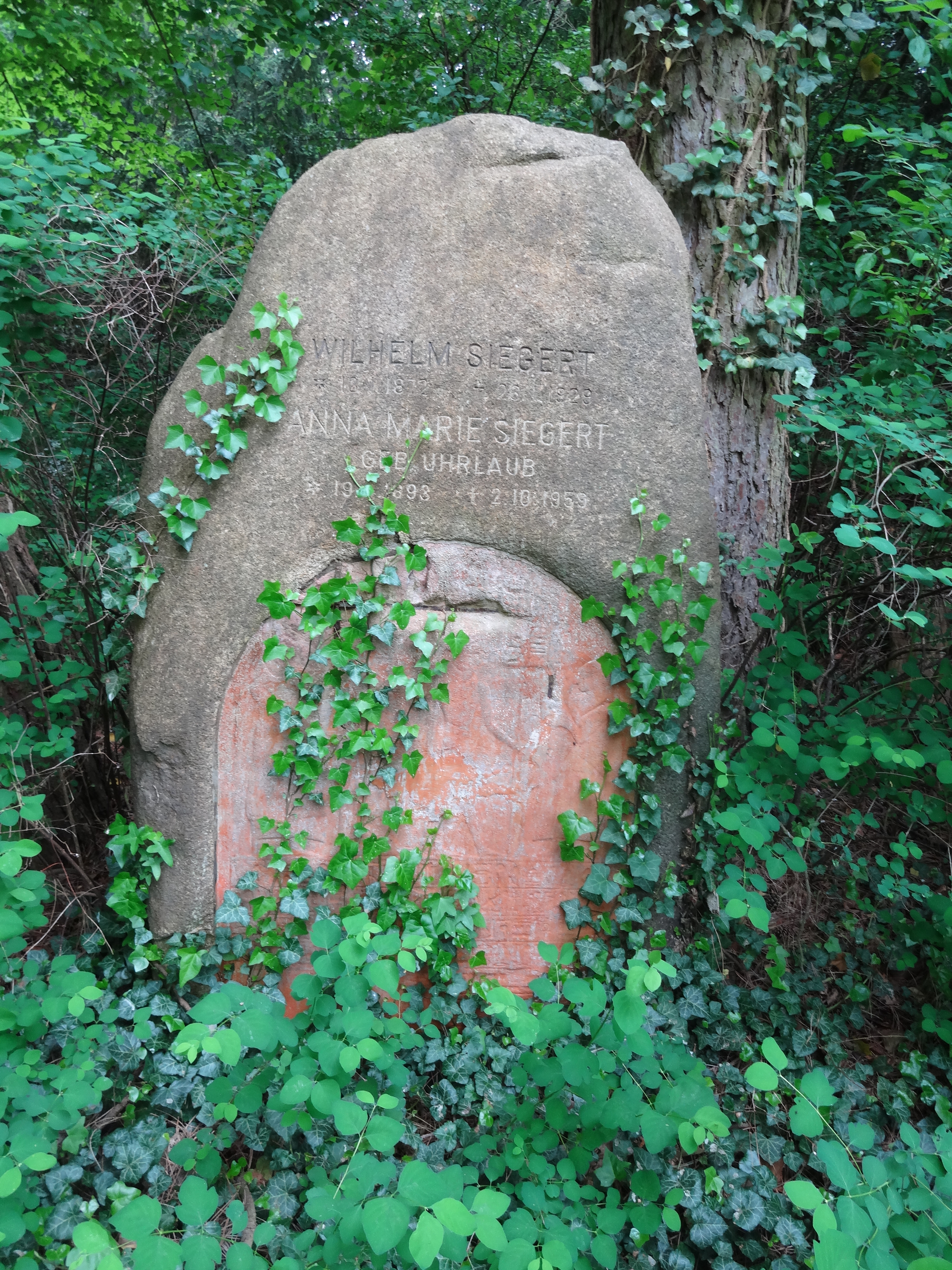
Grab von Wilhelm Siegert und seiner Frau in Berlin

Nach Ausbruch der Novemberrevolution diente er weiterhin als Inspekteur der Fliegertruppen und gründete mithilfe zweier Soldatenräte durch den Rat der Volksbeauftragten das Reichsluftamt. Er schied jedoch kurz darauf mit dem Rang eines Oberstleutnant aus der Armee aus. 1921 wirkte er als stellvertretender Präsident des Deutschen Luftfahrer Verbandes. Er erreichte später die Position des Geschäftsführers des Verbandes. 1924 schied er aus dem Verband aus. Er setzte sich gegen den Antisemitismus ein und schrieb im Vorwort des Buches Jüdische Flieger im Weltkrieg von Felix A. Theilhaber:

„[…] die Gazetten nationaler und nationalster Couleur nannten die Juden immer Feiglinge, Drückeberger und Saboteure des Krieges. Diese Lüge, volksversammlungsgeredet, ward in allen Ton- und Lesearten schwarz auf weiß gedruckt. Die Ehre jedes Privatmannes wird vom Gesetz geschützt. Aber nur scheinbar. Denn hier wurde der gute Ruf von Tausenden, Abertausenden und Hunderttausenden in den Dreck gezogen. […]“

Sein Wohnort wurde 1925 in der Bundesallee 12 in Berlin-Charlottenburg angegeben. Er wirkte bis zu seinem Tode noch als deutscher Vertreter des Daniel Guggenheim Fund. Sein Nachfolger wurde Erich Offermann. Er wurde in Charlottenburg auf dem Friedhof Heerstraße bestattet.

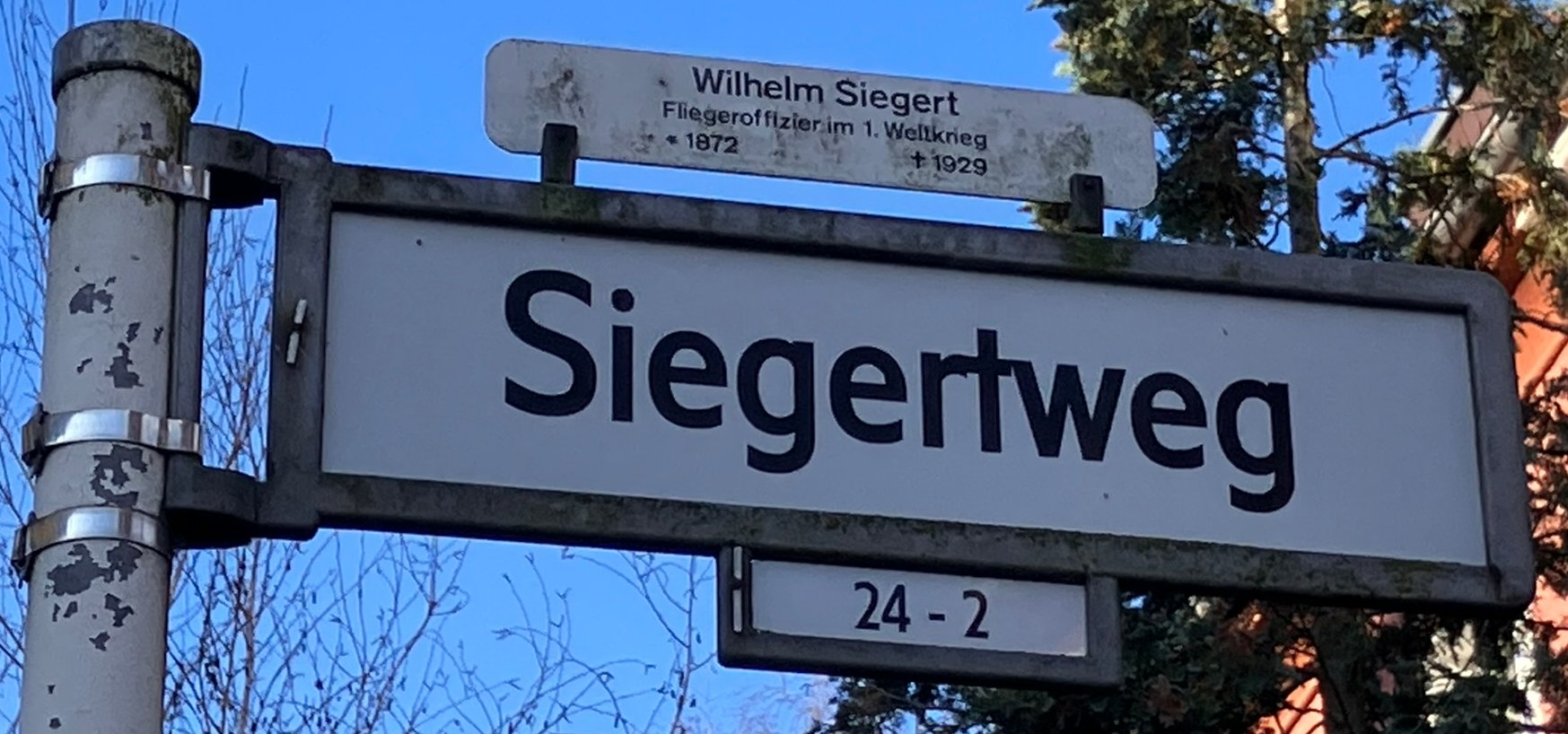
Straßenschild in Neu-Tempelhof

## Ehrungen
Am 4. August 1930 wurde der Siegertweg in Berlin-Tempelhof nach ihm benannt.

## Schriften
- Geschichte des königlich preussischen Lehr-Infanterie-Bataillons, 1820 bis 1896. E.S. Mittler, 1896